# Хорхаузен (Вестервальд)
Хорхаузен (нем. Horhausen) — община в Германии, в земле Рейнланд-Пфальц.
Входит в состав района Альтенкирхен-Вестервальд. Подчиняется управлению Фламмерсфельд. Население составляет 1928 человек (на 31 декабря 2010 года). Занимает площадь 4,72 км².